# Dorsala Lomonosov

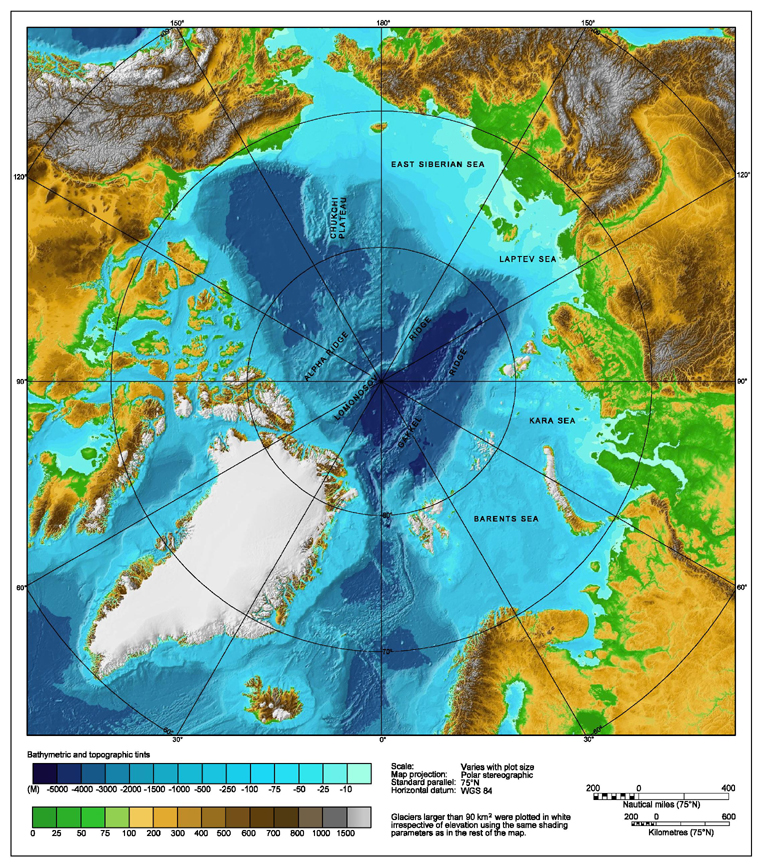
Harta batimetrică/topografică a Oceanului Arctic şi a împrejurimilor sale. Dorsala Lomonosov este în centrul imaginii

Dorsala Lomonosov (numită și munții Lomonosov) este o dorsală subacvatică în Oceanul Arctic, ce se întinde pe o lungime de 1800 km de la insulele Novosibirsk, prin partea centrală a oceanului, spre arhipelagul Arctic Canadian. Ea se înalță deasupra fundului oceanului până la 2500-3000 m. Adâncimile oceanului în partea centrală a dorsalei Lomonosov sunt de 1000–1805 m, dar pe alocuri scad și până la 954 m. Dorsala a fost descoperită în 1948 de o expediție polară sovietică.